# Pier Angelo Conti Manzini
Pier Angelo Conti Manzini (Gera Lario, 30 giugno 1946 – Sagnino, 28 ottobre 2003) è stato un canottiere italiano, medaglia di bronzo, nel quattro senza, ai Giochi olimpici di Città del Messico 1968.

## Biografia
L'equipaggio del quattro senza con cui vinse la medaglia olimpica era composto anche da Abramo Albini, Tullio Baraglia, suo concittadino, e Renato Bosatta.
Nel 2006 il Gruppi Sportivi Fiamme Gialle gli ha dedicato un monumento alla memoria, inaugurato dal sindaco di Gera Lario il 28 ottobre, nel 3º anno dalla sua morte.

## Palmarès
| Anno | Manifestazione  | Sede              | Evento  | Risultato | Note |
| ---- | --------------- | ----------------- | ------- | --------- | ---- |
| 1968 | Giochi olimpici | Città del Messico | 4 senza | Bronzo    |      |